# Pont-canal de Semington
Cet article traite du pont-canal enjambant un ruisseau. Pour l’ouvrage de 2004 permettant le franchissement de la route A350, voir le Nouveau pont-canal de Semington.
Le pont-canal de Semington est un aqueduc situé à Semington, dans le Wiltshire, en Angleterre, au Royaume-Uni. Il supporte le canal Kennet et Avon au-dessus du ruisseau de Semington.

## Histoire
Le canal de Kennet et Avon était la réalisation d'un projet pour relier la rivière Avon à la Tamise et donc Bristol à Londres, qui avait d'abord été proposé à la fin des années 1500, pendant le règne de la reine Élisabeth Ire. Le canal fut étudié par John Rennie et après un changement de route, ce qui fit que le canal traversa Devizes et donc Semington, plutôt que Marlborough et Calne, une loi du Parlement fut obtenue en 1794 validant le tracé et les travaux commencèrent. La partie orientale fut ouverte en premier, avec la ligne allant de Newbury et de la rivière Kennet à Hungerford en 1798, et de là vers la Great Bedwyn l'année suivante. La partie occidentale qui traverse Semington était partiellement achevée à ce moment, et fut terminé en 1804, mais il y avait deux lacunes à combler. Ce furent les écluses de Bath qui reliaient le canal à la rivière Avon, et celles de Devizes, qui surmontèrent une différence de niveau de 72 m (237 pieds), les deux furent terminées en 1810, permettant au canal d'ouvrir sur toute sa longueur le 28 décembre.
Le tracé de Rennie passait au nord de Seend. À l'ouest du village, le ruisseau de Semington coule vers le nord, puis tourne vers l'ouest, pour rejoindre l'Avon à Whaddon. Le canal part vers le sud pour rejoindre la vallée et longe la rive nord pour atteindre Semington. Pour que le canal se dirigeât vers Trowbridge, un virage plus petit était nécessaire pour traverser la vallée, avec un pont-canal pour le passer au-dessus du ruisseau. Le contrat pour la construction du pont-canal fut remporté par James McIlquham et James Porteous. Les deux avaient travaillé ensemble sur le canal Leeds-Liverpool et Rennie avait demandé à Porteus de chiffrer le pont-canal sur la rivière Lune pour le canal de Lancaster, mais n’avait pas obtenu le contrat. Le contrat pour le pont-canal de Semington comprenait également la construction du pont-canal d'Avoncliff, à l'ouest de Bradford-on-Avon, et les deux furent réalisés avec succès, et les deux hommes remportèrent le contrat pour le pont-canal de Dundas à Limpley Stoke.

## Conception
Le pont-canal se compose d'une seule arche segmentaire contrainte, principalement construite de pierres de taille de calcaire, bien que certaines réparations furent effectuées avec des briques d'ingénierie. Des deux côtés de la structure, il y a un panneau rectangulaire moulé, mais il n’existe aucune preuve qu’il y ait jamais eu une inscription. C’est un ouvrage classé (grade II) depuis 1988.